# Angoseseli
Angoseseli je biljni rod iz porodice štitarki smješten u tribus Pyramidoptereae, dio potporodice Apioideae. Jedina vrsta je jednogodišnja biljka A. mossamedensis, endem iz jugozapadne Angole
Rod je opisan u Bolletino della Società Botanica Italiana 1924: 38. 1924.

## Sinonimi
- Angoseseli mazzocchii-alamannii Chiov.; Bull. Soc. Bot. Ital. 1924: 38 (1924)
- Caucalis mossamedensis Welw. ex Hiern; Cat. Welw. Afr. Pl. 1: 432 (1898)
- Meringogyne mossamedensis (Welw. ex Hiern) H.Wolff; Engl. Pflanzenreich, Umbellif.-Apioid.-Ammin. 108 (1927)
- Pimpinella hiernii M.Hiroe; Umbellif. of World: 830 (1979), nom. nov. for Pimpinella involucrata "Hiern ex Engl." (Welw. ex Engl.) nom. illeg.
- Pimpinella involucrata Hiern ex Engl.; Engl. Pflanzenw. Afr. 3: 11. (Engl. & Drude, Veg. der Erde. 9) 815 (1921)
- Pimpinella mossamedensis (Welw. ex Hiern) M.Hiroe; Umbellif. of World: 832 (1979)
- Seseli mazzocchii-alemannii (Chiov.) M.Hiroe; Umbellif. of World: 1127 (1979)